# Eisendüngung

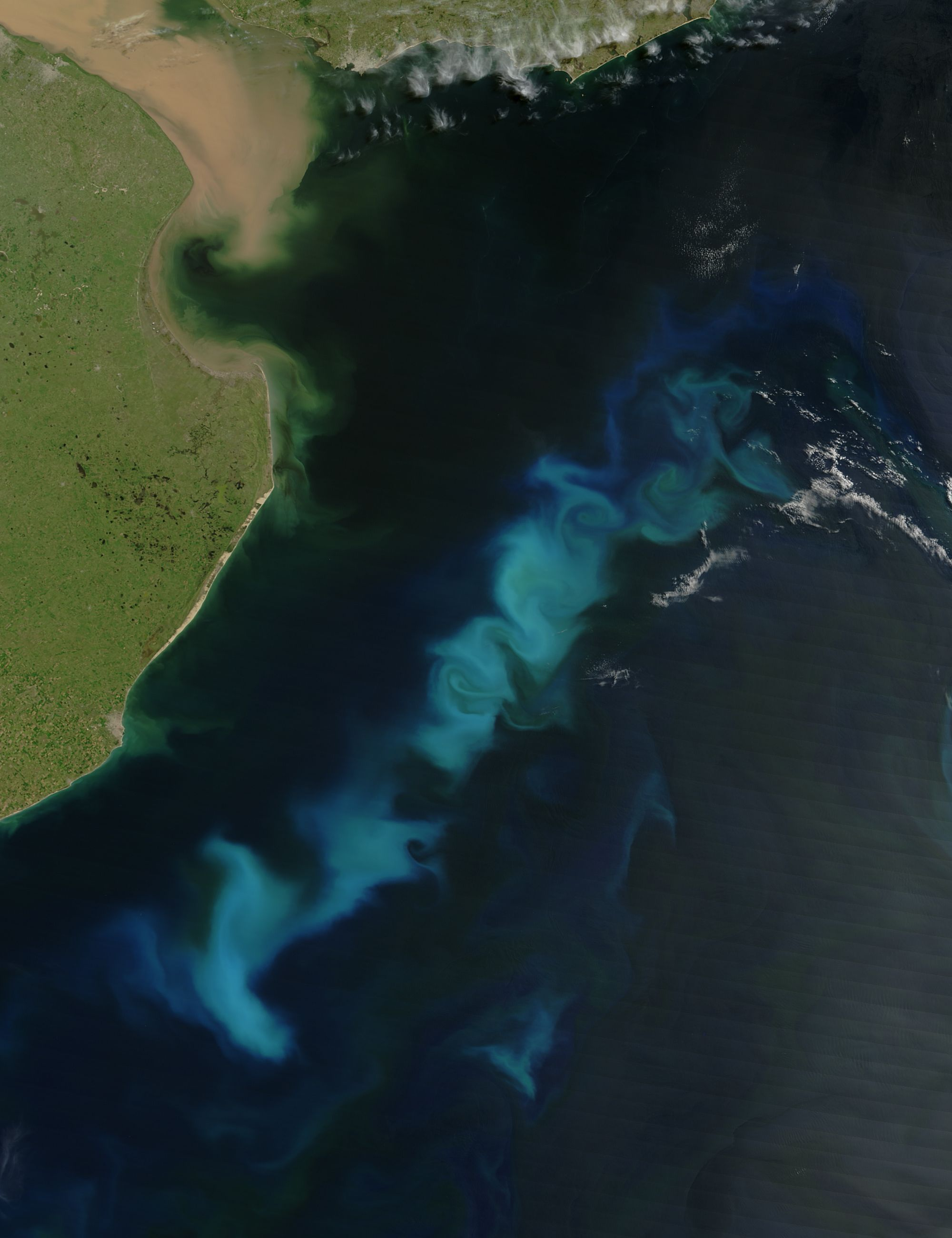
Algenblüte durch Phytoplankton im Südatlantik vor der argentinischen Küste mit den Abmessungen von 500 mal 80 km

Eisendüngung bezeichnet die gezielte Düngung des Oberflächenwassers bestimmter Gebiete der Ozeane mit dem Ziel, das Algenwachstum zu fördern. Relevant ist sie vor allem im Zusammenhang mit der Entfernung von Kohlendioxid aus der Atmosphäre. Im Speziellen die Eisendüngung und ihre Auswirkungen auf marine Ökosysteme werden zurzeit experimentell untersucht und kontrovers diskutiert.

## Die Grundidee
Eine Vielzahl von wissenschaftlichen Untersuchungen der letzten Jahrzehnte im Bereich der Geowissenschaften haben ergeben, dass das Algenwachstum in bestimmten Teilen der Ozeane – den sogenannten HNLC-Gebieten – durch Zugabe von Eisen als Mikronährstoff deutlich beschleunigt werden kann. Im Zuge der aktuellen Versuche, unnötige Kohlenstoffdioxidemissionen zu vermeiden bzw. Kohlenstoffdioxid der Atmosphäre zu entziehen, wird hier versucht, über die Photosynthese der global wichtigsten Biomasseproduzenten, den Algen, der Atmosphäre Kohlendioxid zu entziehen. Mehrere derartige Versuche wurden bereits durchgeführt und die limitierende Wirkung des Mikronutrienten Eisen konnte ausreichend bestätigt werden.
In der Summe betreibt das Phytoplankton gegenwärtig so viel Photosynthese wie alle Pflanzen an Land. Durch Einreichung der Meeresoberfläche mit geringen Mengen von Eisensulfat (1/100 Gramm Eisen pro Quadratmeter), blüht das Phytoplankton auf, bindet dabei das Kohlendioxid, um nach einem knappen Monat zu sterben und zu sinken.

## Methoden
Bei der CO2-Sequestrierung gibt es verschiedene Ansätze. So gibt es die Idee, die Vermehrung von Algen durch Eintrag von Eisensulfat zu fördern, damit diese im Rahmen einer künstlich herbeigeführten Algenblüte das CO2 mittels Photosynthese der Atmosphäre entziehen. Derartige Experimente wurden und werden u. a. durch das Alfred-Wegener-Institut (AWI) durchgeführt, siehe:
- Eisenfertilizationsexperiment LOHAFEX der deutsch-indischen Partnership for Observation of the Global Oceans (POGO).
- Eisenexperiment EisenEx des AWI im November 2000
- CROZEX (CROZet natürliches Eisen, Algenblüte und EXport Experiment)

Allerdings haben neuere Forschungsergebnisse gezeigt, dass die Einbringung von Eisensulfat eine wesentlich geringere Auswirkung auf den CO2-Abbau hat als erhofft, da die Exportproduktion des Phytoplanktons lediglich ein bis drei Prozent beträgt.
Der weitaus größere Teil der zusätzlich erzeugten Algenbiomasse wird sofort durch höhere Trophiestufen wiederaufgearbeitet, d. h., er wird in Biomasse der sich von Algen ernährenden Organismen umgewandelt und trägt so nicht unmittelbar zu einer Absenkung des Kohlendioxidanteils in der Atmosphäre bei.
Später hingegen, wenn der Fisch stirbt bzw. alle sich von Algen ernährenden Organismen, sinken sie auf den Meeresboden und bilden dort eine natürliche Kohlenstoffsenke für das CO2. Die zeitliche Verzögerung zwischen der produzierten Algenmasse im Meer und dem Prozess bis zur Einlagerung auf dem Meeresgrund gilt dabei als vernachlässigbar, zumal die Lebewesen im Meer neben ihren Lebenszyklus auch ihre natürlichen Verdauungsprozesse haben.

## Schifffahrt
Jährlich werden tausende Tonnen Eisen durch Abgase von Frachtschiffen in den Nordpazifik eingebracht. Dadurch ist die Schifffahrt (laut dem japanischen Institut für Meeresforschung und Technologie JAMSTEC) die größte Quelle von Eisenverbindungen in dieser Region. Dies ist jedoch legal und verstößt nicht gegen das Geoengineering-Moratorium der Vereinten Nationen, da es unbeabsichtigt passiert.

## Öffentliche Debatte im Januar und Februar 2009
Bezüglich möglicher Auswirkungen einer großmaßstäblichen Eisendüngung auf die Ökosysteme der Ozeane gibt es eine kontroverse Diskussion. Befürworter der Meeresdüngung argumentieren, dass die durch die Düngung eingebrachten Stoffe wie beispielsweise Eisensulfat auch unter natürlichen Gegebenheiten in den Meeren vorkommen, durch die die natürliche Vermischung der Wasserschichten simuliert wird. Prof. Andrew J. Watson von der University of East Anglia ist der Ansicht, dass Eisendüngung, wenn sie richtig durchgeführt wird, CO2 für Jahrhunderte dorthin (auf den Meeresboden) befördert, wo es auch auf natürlichem Wege endgültig gelangt („...the place that it would ultimately end up anyway“).
Gegner wie Stephan Lutter von der Naturschutzorganisation WWF befürchten hingegen bei einem Eingriff in das Ökosystem erhebliche Veränderungen. Diese sieht er als Gefahr für die Artenvielfalt. Auch das Bundesministerium für Umwelt, Naturschutz und Reaktorsicherheit (BMU) steht Experimenten zur Meeresdüngung kritisch gegenüber, da „die mittelbaren Folgen für die Meeresökosysteme schwer abzuschätzen sind“. Das BMU und das Bundesministerium für Bildung und Forschung sind sich einig, dass „Eisendüngung kein Instrument der Klimapolitik werden darf“. Das IPCC hat im vierten Assessment-Report allerdings festgestellt, dass keine der erwarteten negativen Folgen in den erfolgten Experimenten festgestellt werden konnten.